# Bakidioto
 (janvier 2023).
Si vous disposez d'ouvrages ou d'articles de référence ou si vous connaissez des sites web de qualité traitant du thème abordé ici, merci de compléter l'article en donnant les références utiles à sa vérifiabilité et en les liant à la section « Notes et références ».
Bakidioto est un village situé dans la commune rurale de Baghère, département de Goudomp, région de Sédhiou, en Casamance, au sud du Sénégal. 
Il a été fondé en début du XXe siècle par des Mandingues. Aujourd'hui il est peuplé de Peulhs (principalement originaire du Fouta Djalon), de Mandingues, de Manjaques et de Balantes. 

## Démographie
Tous ses habitants sont de confession musulmane[réf. nécessaire]. Les parents ont très tôt installé des écoles coraniques pour l'éducation de leurs enfants. Trois foyers étaient dans le village dans les années 1980 et 1990. si certains se sont presque éteints, d'autres ont vu le jour à côté de celles qui sont résisté au temps, assurant l'éducation religieuse des enfants.
Les enfants de Bakidioto sont partis à l'école française à partir des années 1970. Une école primaire est ouverte dans le village depuis les années 1990. Elle assure l'éducation des enfants dans le village, contrairement aux années précédentes où les enfants devaient aller à l'école à Tanaff, à un kilomètre du village. Bakidioto compte une forte diaspora établie en France, en Espagne, en Italie et au Portugal. 
Un terrain de football est aussi érigé à la sortie est du village où tous les matchs de football se tiennent. Son Association sportive et culturelle (ASC) Diarama est née dans les années 1990 et est détentrice de nombreux titres locaux.[réf. nécessaire]
Certains centres d'affaires du village sont l'économie, la politique, la pêche et l'environnement.

## Histoire
En 2008, la ville est transférée dans la commune de Tanaff.

## Projets d'urbanisme
Dix-sept latrines familiales sont construites, en plus des latrines traditionnelles, par l'association Enda Eau en 2013. Enda cherche à apporter l'eau courante dans le village.
Le gouvernement cherche aussi à réhabiliter la route nationale 6, qui traverse le village.
Les travaux d'édification d'une mosquée commencent en 2009, en plus de la mosquée qui se situe déjà au centre du village. En 2016, la construction n'est toujours pas terminée et certains habitants du village se cotisent pour continuer les travaux.